# 倉井敏麿
倉井 敏麿（くらい としまろ、1895年（明治28年）6月12日 - 1982年（昭和57年）2月2日）は、大正・昭和期の実業家、政治家。新潟鐵工所社長、貴族院勅選議員。

## 経歴
北海道で倉井恵洞の長男として生まれる。当初、東京帝国大学文科大学に入学し哲学を専攻したが、経済専攻に転じ1921年（大正10年）同大経済学部を卒業した。
同年、日本勧業銀行に入行し、秋田支店主事、本店調査課主事、大阪支店副支配人、高知支店長、奈良支店長、本店預金課長、津支店長、調査部長、理事、近畿地方監督役などを歴任した。
1947年（昭和22年）3月4日、貴族院勅選議員に任じられ、同和会に属して活動し1947年（昭和22年）5月2日の貴族院廃止まで在任した。
その後、公正取引委員会委員に就任。1950年（昭和25年）新潟鐵工所社長に就任し、1964年（昭和39年）同会長、1966（昭和41年）に同相談役を歴任し、同顧問となる。その間、新潟コンバーター社長、新潟ウオシントン社長、新潟ジンプロ社長なども務めた。
1982年2月、肺炎のため渋谷区のセントラル病院で死去した。